# Андричевич, Зигмунд
Зигмунт Андричевич (пол. Zygmunt Andrychiewicz, 27 мая 1861, Юстинов — 1943, Варта или с. Малкув Серадзкого повята) — польский художник: портретист, пейзажист, жанровый живописец.

## Биография
Андричевич начал изучать живопись в классе рисования в Варшаве. В 1884—1886 годах, благодаря стипендии Общества поощрения изящных искусств, продолжил обучение у Владислава Лющкевича и Изидора Яблонского в Школе изящных искусств в Кракове. 
Благодаря стипендии в 1887—1892 годах учился в Париже в Академии Коларосси у Ж. Колена и в Академии Жюлиана у Вильяма Бугро и Тони Робера-Флёри. Некоторое время жил в Париже с Владиславом Слевинским.
В 1918 году вернулся в Варшаву, где давал уроки рисования в своей мастерской. Затем работал учителем рисования в женской школе Елены Токаржевской. Выйдя на пенсию, купил дом и проживал в деревне Малкув на реке Варта в Серадзском повяте, недалеко от своего родного города, и продолжал писать пейзажи.

## Творчество и выставки
Зигмунт Андричевич представлял свои работы на многих выставках, в том числе с 1886 года в Национальной художественной галерее Захента и в салоне Кривулта в Варшаве, в 1889 и 1900 годы на Всемирных выставках в Париже. В 1899—1918 годах несколько раз посетил Италию и Францию; много лет прожил в Париже. 
В декабре 1903 года был художественным руководителем выставки, на которой, среди прочего, были показаны его работы: Ложное сияние, Автопортрет, На закате, На Сене (выставка проходила в частном доме инженера Помяновского в Сосновце). 
В 1929 году Андричевич участвовал во Всеобщей национальной выставке в Познани в честь десятилетия независимости Польши.